# Municipio de Radnor (Ohio)
El municipio de Radnor (en inglés: Radnor Township) es un municipio ubicado en el condado de Delaware en el estado estadounidense de Ohio. En el año 2010 tenía una población de 1540 habitantes y una densidad poblacional de 19,05 personas por km².

## Geografía
El municipio de Radnor se encuentra ubicado en las coordenadas 40°22′27″N 83°10′1″O / 40.37417, -83.16694. Según la Oficina del Censo de los Estados Unidos, el municipio tiene una superficie total de 80.83 km², de la cual 80,45 km² corresponden a tierra firme y (0,48 %) 0,39 km² es agua.

## Demografía
Según el censo de 2010, había 1540 personas residiendo en el municipio de Radnor. La densidad de población era de 19,05 hab./km². De los 1540 habitantes, el municipio de Radnor estaba compuesto por el 97,4 % blancos, el 0,32 % eran afroamericanos, el 0,06 % eran amerindios, el 0,26 % eran asiáticos, el 0,45 % eran de otras razas y el 1,49 % eran de una mezcla de razas. Del total de la población el 0,97 % eran hispanos o latinos de cualquier raza.